# Lille Svenstrup
Lille Svenstrup er et gods der ligger i Bringstrup Sogn i Ringsted Kommune. Hovedbygningen er opført i 1898. 
Lille Svenstrup Gods er på 550 hektar

## Ejere af Lille Svenstrup
- (1688-1722) Kronen
- (1722-1754) Ferdinand Anton greve Danneskiold-Laurvig
- (1754-1760) Frederik Ludvig greve Danneskiold-Laurvig
- (1760-1794) Anna Joachimine von Ahlefeldt gift Danneskiold-Laurvig
- (1794-1795) Anna Maria Jensdatter Møller gift Bruun de Neergaard
- (1795-1801) Johan Andreas Bruun de Neergaard
- (1801-1810) Jacobus Dionysius Johannes Schaanning
- (1810-1841) Forskellige Ejere
- (1841-1851) Christian Ravn Andreasen
- (1851-1897) Kammerherre Georg Johan Røebye Grüner
- (1897-1927) Hofjægermester Gustav Gunnar Georg Garth-Grüner
- (1927-1959) Kammerherre, Hofjægermester Georg Christian Garth-Grüner
- (1959-1969) Kammerherre, Hofjægermester Georg Christian Garth-Grüner / Kammerherre, Hofjægermester, Ridder Torben Gustav Garth-Grüner
- (1969-1999) Kammerherre, Hofjægermester, Ridder Torben Gustav Garth-Grüner
- (1999-) Hofjægermester Hans Peder Garth-Grüner